# Xigai Khan
Xigai Khan fou un efímer kan dels kazakhs, fill de Yadik i germà de Ak Nazar Khan al que va succeir. Segons una nota a la biografia d'Uraz Makhmet, hauria mort junt amb Bashi Beg (fill de Malik Sultan, germà de Shigai) a la frontera del ulus de Txagatai el 1582. A la biografia d'Uruz Makhmet es diu que va tenir diverses esposes de les quals tres són conegudes: Yashem Bekem, de la nissaga del txagataïdes, amb la que va tenir a Tukai Khan, Ishim Sultan, i Sultan-Sabir-Bek-Khanim; Baim Bekem, amb la que va tenir Seyid Kul Sultan, Ondan Sultan, i Altin Khanim; i Dadim Khanim (filla de Burunduk Khan), mare d'Ali Sultan, Selim Sultan, Ibrahim Sultan i Shagim Sultan.
Yadik (mort vers el 1503) havia tingut nombroses esposes i concubines i també molts fills entre els quals Tugum Khan, Bukei Sultan, Shigai Sultan, i Malik Sultan. La mare dels dos darrers fou Abaikan-Bikem. Tugum Khan fou probablement la mateixa persona que Tagir Khan. Bukei Sultan hauria mort abans que Ak Nazar Khan, i així Shigai Sultan va arribar a la direcció de la família ja molt vell doncs el 1580 tenia una edat no gaire llunyana als 80 anys o fins i tot més gran. A l'Abdallah-name s'esmenta el seu coneixement i la seva experiència.
El 1580 va tractar de sorprendre a Baba Sultan de Taixkent al Talas però va fracassar i es va haver de retirar. El 1581 el kan uzbek Abd Allah II de Bukharà i Samarcanda (1557-1598) que estava en lluita amb Baba Sultan, es va trobar a Kara Tau, prop del Sirdarià, amb Shigai Khan, el seu fill Tevkel i altres caps kazakhs; l'entrevista fou cordial i Shigai va rebre el nomenament com a governador de Khodjend (Khujand) on va deixar a Shigai quan va marxar, però es va emportar a Tevkel. Aquest es va fer notar a un concurs de tir als jardins del kan; poc després Abd Allah II va iniciar la seva expedició a l'Ulugh Dagh, perseguint a Baba Sultan, sortint de Bukarà el gener de 1882. Va creuar el Yaxartes i al riu Aris es va assabentar que Baba havia fugit al Deixt Kiptxaq (el país kazakh) deixant part del seu exèrcit a Kara Saman, esmentada a les campanyes de Tamerlà. L'abril va travessar el riu i va seguir cap a les muntanyes de l'Ulugh Dagh on va saber que Baba havia buscat la protecció dels mangits i els nogais; va enviar un cos de tropes a perseguir-lo i ell mateix se'n va entornar; pel camí va assetjar Sabran, on va estar dos mesos. Una vegada estava de cacera al riu Sabran quan el seu fill Abdul Mumin Sultan es va perdre però l'endemà va arribar al campament acompanyat de Yan Bahadur Sultan, el germà petit de Shigai Khan, que va rebre una esplèndida recompensa del kan uzbek. Després va entrar altre cop en territori kazakh en persecució de Baba i va ordenar als kazakhs (sota direcció de Tevkel) de continuar el camí creuant els dos rius anomenats Kenderlik. Un destacament del kan fou capturat per Baba i els membres foren executats, però després Baba va fugir amb els nogais i la seva gent fou atacada per Shigai Khan. Abd Allah va arribar al Ulugh Dagh i d'allí al Ilanchik i Ilanjik, on Shigai el va anar a trobar.
Ja no torna a ser esmentat així que va morir aquell mateix any 1582 o molt poc després. Una tradició dels tàtars diu que Ahmed Girai, germà de Kučum Khan de Sibèria (1563-1598) s'havia casat amb una filla de Shigai, i que fou maltractada. Shigai el va atacar i el va matar a la riba del Irtix.
El va succeir el seu fill Tevkel Khan.